# John Pascoe Grenfell
John Pascoe Grenfell (20 de septiembre de 1800 - 20 de marzo de 1869) fue un oficial británico del Imperio de Brasil. Pasó la mayor parte de su servicio en las campañas sudamericanas, inicialmente bajo el liderazgo de Lord Cochrane y más tarde James Norton. En Brasil, ascendió al rango de almirante y por sus logros fue nombrado caballero de la Gran Cruz de la Imperial Orden de la Rosa y caballero de la Imperial Orden de la Cruz del Sur.

## Biografía

### Vida temprana
John Pascoe Grenfell nació en Battersea, Surrey, el 20 de septiembre de 1800, hijo de John Maugham Grenfell y su esposa Sophia Turner. En 1811 ingresó al servicio de la Compañía Británica de las Indias Orientales y en 1819 se unió a la Armada de Chile al mando de Lord Cochrane. Participó en la mayoría de los conflictos emprendidos por Lord Cochrane durante la Guerra de la Independencia de Chile, y ascendió al grado de teniente. El 5 de noviembre de 1820 Grenfell participó en el corte de la fragata esmeralda y al año siguiente en la persecución del Venganza y Prueba, los últimos grandes buques de guerra españoles en el Pacífico Sur. En 1823, siguió a Lord Cochrane a Brasil, para luchar en la Guerra de la Independencia de Brasil. En agosto de 1823, Grenfell, ahora comandante del pequeño bergantín Dom Miguel, navegó a Belém y, utilizando una táctica similar utilizada por Lord Cochrane en Maranhão, convenció a las fuerzas portuguesas de que se rindieran, haciéndoles pensar que una flota más grande estaba a la vista. Durante la guerra con Argentina en 1826, comandó el bergantín Caboclo como parte del escuadrón de bloqueo de Buenos Aires bajo el mando del comandante James Norton. El 29 de julio, durante un enfrentamiento entre barcos con el comandante argentino, el almirante Guillermo Brown, perdió el brazo derecho. Vuelve a Inglaterra para recuperarse.

### Tiempo en Brasil y después

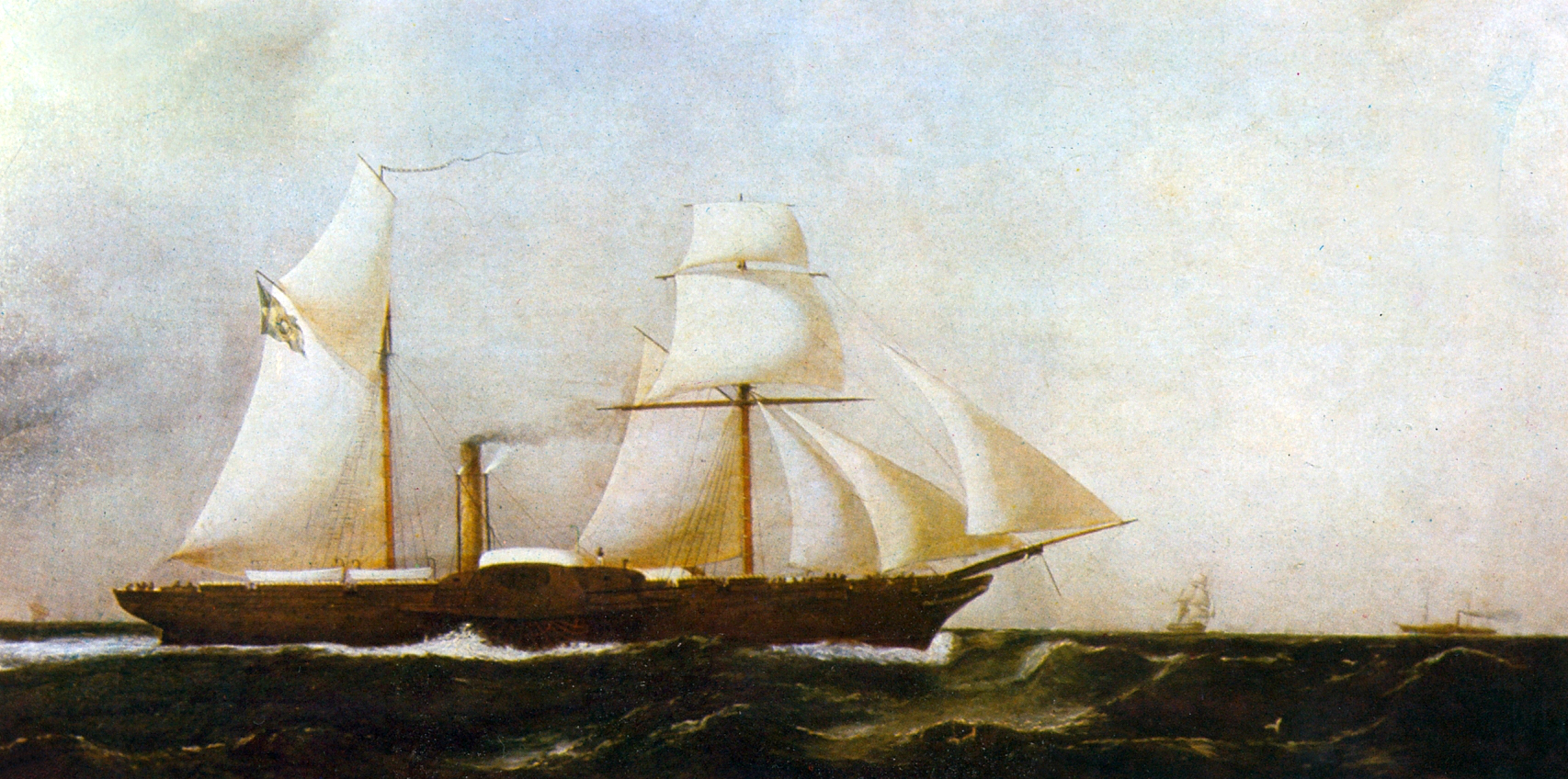
La fragata de vapor Dom Afonso

En 1828, Grenfell regresó a Brasil, y durante 1835-1836 comandó como comandante un escuadrón de barcos en los lagos de Río Grande del Sur contra los rebeldes de la Guerra de los Farrapos. Tuvo éxito en derrotar a sus oponentes y forzar la rendición de las fuerzas insurgentes. En 1841 fue ascendido a contraalmirante y en 1846 fue nombrado cónsul general brasileño en Liverpool. Una de sus tareas principales fue supervisar la construcción de la fragata de vapor de última generación Dom Afonso, para las líneas del HMS Fury. Fue construido por Thomas Royden And Co., de Liverpool con motores de Benjamin Hicks and Co., de Bolton. En 1848, cuando Dom Afonso estaba experimentando pruebas de vapor en el Mersey con Grenfell, el cuerpo diplomático y miembros de las familias reales brasileña y francesa a bordo, la fragata rescató a 160 pasajeros del barco de inmigrantes con destino a Estados Unidos Ocean Monarch que se había incendiado un día fuera de Liverpool. El gobierno brasileño estaba tan complacido con el desempeño de Dom Afonso que se ordenó a Grenfell que firmara un contrato para una segunda fragata de vapor llamada Amazonas.

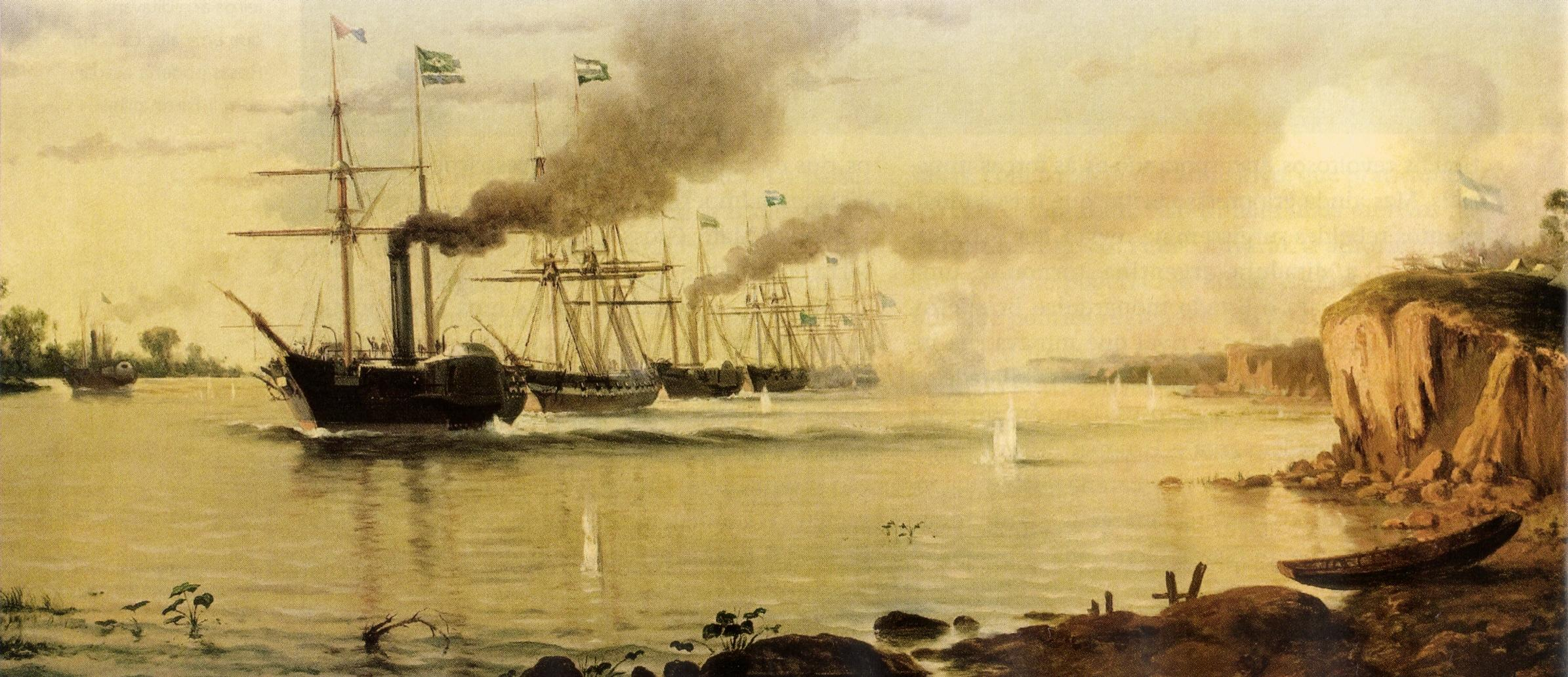
Buques de guerra brasileños que pasan a través de las defensas en El Tonelero.

En 1851, cuando estalló la guerra entre Brasil y el dictador argentino Rosas, Grenfell regresó a Brasil para tomar el mando de sus fuerzas navales en el Río de la Plata. En diciembre de ese año en la Batalla de Tonelero, con el Dom Afonso como su buque insignia, forzó con éxito el paso del Río Paraná llevando un ejército brasileño que se combinó con las fuerzas locales para derrotar a Rosas. El gobierno brasileño agradecido recomendó que se le hiciera vizconde, pero el emperador Pedro II se negó porque Grenfell no era brasileño y había conservado su ciudadanía británica. Sin embargo, fue ascendido a vicealmirante y luego finalmente a almirante y regresó a Liverpool para reanudar su papel como cónsul general. En 1861, asistió al funeral de Lord Cochrane en la Abadía de Westminster como representante del Gobierno brasileño. Murió en París en 1869.

### Familia

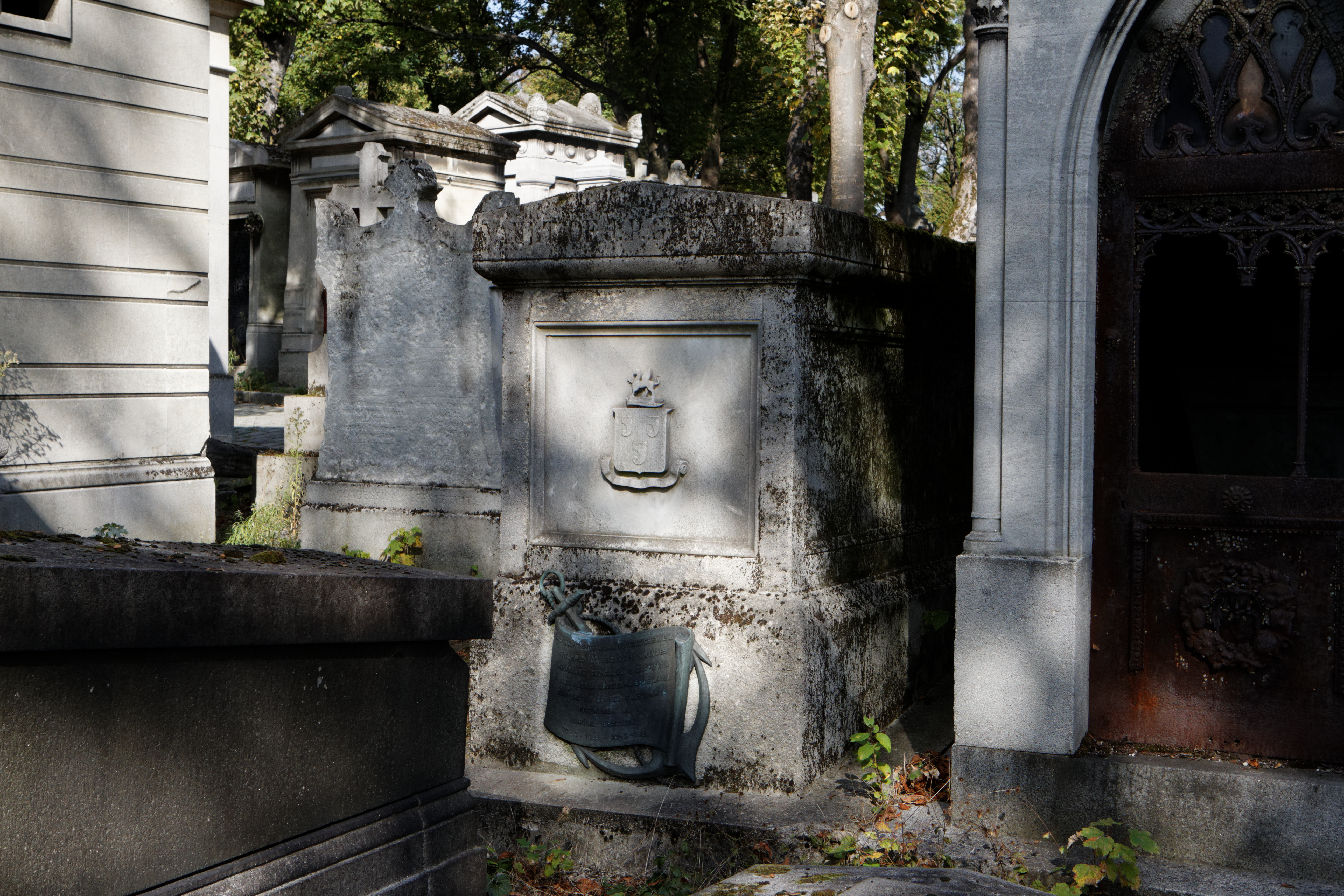
Cementerio de Père-Lachaise

Grenfell se casó con María Dolores Masini en Montevideo. Tuvieron ocho hijos: John Granville (1829–1866), Maria Dolores (1831–?), Sophia (1833–1898), Maria Emma (1833–?), Alfred (1839–?), Flora (1841–1874), Harry Tremenheere (1845–1906) and Thomas Cochrane (1847–49).

## Honores

### Honores de nobleza sin título
- Gran Cruz de la Orden Imperial de la Rosa.[11]
- Gran Cruz de la Orden Imperial de la Cruz del Sur.[11]